# Sballati d'amore - A Lot Like Love
Sballati d'amore - A Lot Like Love (A Lot Like Love) è una commedia romantica del 2005 diretta da Nigel Cole.

## Trama
Sette anni fa...
Su un volo da Los Angeles a New York si incontrano Oliver, neodiplomato sfaccendato ma pieno di sogni ambiziosi per il futuro, ed Emily, che è stata appena lasciata dal fidanzato chitarrista rock e reagisce all'abbandono concedendosi un'avventura sessuale in aereo con uno sconosciuto... Oliver, appunto. Arrivati a destinazione, lei fugge il tentativo del ragazzo di conoscerla, ma il caso vuole che si incontrino nuovamente in giro per la città e, pur di non andare per musei con il padre e la matrigna, trascorre insieme a lui un'intera, piacevole giornata, alla quale però lei decide di non dare seguito.
Quattro anni fa...
Los Angeles. Emily, che sta tentando la strada della recitazione, viene lasciata dal fidanzato scrittore proprio a ridosso di Capodanno. Per non trascorrere da sola la notte di fine anno, consulta l'agenda nel tentativo di trovare un cavaliere e, trovato casualmente il numero di Oliver, lo contatta e insieme vanno a cena e a una festa, a cui purtroppo è presente anche lo scrittore. Emily si ubriaca a tal punto che si addormenta prima di poter combinare qualcosa con Oliver e, quando si risveglia, lui è già partito per San Francisco, dove si occuperà di un'attività poco attraente (vendita di pannolini via Internet). Ma le ha lasciato come ricordo la sua macchina fotografica, con cui tre anni prima avevano immortalato la loro giornata insieme.
Due anni fa...
Oliver è così impegnato nel suo lavoro da trascurare la compagna ed essere lasciato da lei per questo motivo. Stavolta è lui a rivolgersi ad Emily, come confidente sentimentale. Insieme si mettono in viaggio, senza meta, e trascorrono una splendida nottata d'amore all'aperto, sotto la luna scattando una foto che si rivelerà poi fondamentale. Ma poi lui deve subito ripartire per un importante incontro di lavoro.
Un anno fa...
Mentre Emily è diventata una fotografa professionista, abbastanza brava da esporre in una galleria d'arte, i progetti di Oliver sono falliti e lui si ritrova disoccupato, al punto di partenza. Deciso a vivere al meglio il presente, invece di progettare il futuro, va a casa di Emily e le fa un'improbabile serenata rock cantando una canzone di Bon Jovi I'll Be There for You, ma scopre che lei è già impegnata in una relazione stabile e in tempi non lunghi si sposerà.
Sei mesi fa...
Sono ormai passati diversi anni dal primo incontro tra Oliver ed Emily. Hanno vissuto le proprie vite, si sono impegnati in relazioni sentimentali, hanno avuto carriere diverse dal previsto, si sono reincontrati più volte, ma non è mai stato il momento giusto per trasformare la loro insolita amicizia in qualcosa di più. Emily sta per andare a vivere con un compagno che sembrerebbe perfetto per lei, quando la vista casuale delle foto di quel lontano giorno a New York in compagnia di Oliver le fa capire infine che in tutto questo tempo il loro strano rapporto è stato l'unico elemento costante, ed è maturato in qualcosa di speciale, forse amore. Un equivoco (la porta a pensare che lui si stia per sposare, mentre in realtà si tratta del matrimonio della sorella minore) la spinge infine a dichiarare i propri sentimenti ad Oliver, il quale li ricambia.